# Demeci, Ujhorod
Demeci (în ucraineană Демечі) este un sat în comuna Mala Dobron din raionul Ujhorod, regiunea Transcarpatia, Ucraina.

## Demografie
Componența lingvistică a localității Demeci
     Ucraineană (81,7%)
     Maghiară (17,29%)
     Alte limbi (1%)
Conform recensământului din 2001, majoritatea populației localității Demeci era vorbitoare de ucraineană (81,7%), existând în minoritate și vorbitori de maghiară (17,29%).